# Stolen (Jay Sean)
Stolen è un singolo del cantante britannico Jay Sean, pubblicato il 30 agosto 2004 come secondo estratto dal primo album in studio Me Against Myself.
Il brano contiene un campionamento del brano indiano Chura Liya Hai cantato da Asha Bhosle e contenuto nel film del 1973 Yaadon Ki Baaraat. Il singolo ha raggiunto la quarta posizione della Official Singles Chart ed ha venduto oltre 39 000 copie nel Regno Unito.

## Tracce
CD1
1. Stolen (Radio Edit)
2. Who Is Kamaljit

CD1
1. Stolen (Original Full Length Version)
2. Stolen (Syklone Remix)
3. Stolen (Rishi Rich Remix)
4. Stolen (Video)

## Classifica
| Classifica (2008) | Posizione massima |
| ----------------- | ----------------- |
| Europa            | 27                |
| Regno Unito       | 4                 |